# 夏喬士·羅便臣
夏喬士·喬治·羅伯特·羅便臣，第一代羅士敏男爵，GCMG，PC（1824年12月19日—1897年10月28日），早年稱羅便臣爵士，1897年晉封世襲男爵後，改以羅士敏勳爵（又譯樂善美勳爵）為通稱，並為後世所廣泛採用。羅士敏是一位英國資深殖民地總督，最初在軍隊服役，後來改於愛爾蘭地方政府工作，在當地爆發飢荒期間表現突出，從而受到重視，並獲派到西印度的殖民地政府工作。在1859年，時年僅三十五歲的羅士敏獲委為第五任香港總督，成為香港歷史上最年輕的總督。任內，他對政府進行大幅整頓，而且還作出不少革新，包括發行貨幣、郵票和興修水塘、港口，使香港的根基得到穩固確立，為日後的發展作好準備。
羅士敏勳爵的工作得到英廷肯定，使他在此後得以在錫蘭、澳洲新南威爾斯和南非開普殖民地等地繼續擔任總督。在新南威爾斯供職期間，他的親民作風頗得民眾歡迎，但卻曾與當地的責任政府出現磨擦。羅士敏晚年任開普殖民地總督，任內由於成功與特蘭斯瓦波爾人展開談判而頗獲加許；惟後來他又協助當地政壇巨頭塞西爾·羅德斯的殖民主義擴張計劃，結果在英國引起一定的爭議。

## 生平

### 早年生涯
羅便臣在1824年12月19日生於家鄉愛爾蘭韋斯特米斯郡的羅士敏，具有盎格魯-愛爾蘭血統，在家中六名兒子中排行第二。羅便臣的父親是海軍上將夏喬士·羅便臣（Admiral Hercules Robinson，1789年－1864年），母親則叫法蘭西斯·伊莉莎伯·沃德（Frances Elizabeth Wood），同樣祖籍羅士敏，是亨利·威曼·沃德（Henry Widman Wood）的獨女。羅便臣一家為家鄉望族，其祖父克里斯托弗·羅便臣牧師（Rev. Christopher Robinson，？－1834年）是羅士敏的教區牧師；叔父拜仁·羅便臣爵士（Sir Bryan Robinson，1808年－1887年）曾任西澳大利亞總督，而他的長兄亨利·羅便臣（Henry Robinson）則在都柏林郡任濟貧法監理官，至於其中一位弟弟羅敏申爵士（Sir William Cleaver Francis Robinson，1834年－1897年）在日後更在加拿大成為法官。
羅便臣在1840年7月14日入讀桑赫斯特皇家軍事學院，1843年7月27日獲發到皇家愛爾蘭槍兵第87軍團，擔任少尉；後來又在1844年9月6日以捐納的形式成為中尉。惟於1846年，由於家族宅第被強制出售，羅便臣被迫辭職退役。

### 愛爾蘭生涯
在內斯勳爵的協助下，羅便臣於1846年成功進入愛爾蘭工務局工作。有見於當時正值愛爾蘭大飢荒（1845年－1849年），憑藉他在軍隊的經驗，羅便臣很快就被委任為財務督察，負責監管基爾代爾郡、凱里郡和多尼戈爾郡的救濟工作；未幾，他又負責一些核數工作。羅便臣在飢荒期間表現出色，這使他在1852年，僅以28歲之齡，就獲委任為墟市及市場首席專員，主理飢荒後的重建工作。在任專員任內，羅便臣走訪各地，著力為愛爾蘭的鄉郊地區進行改革，後來他又撰寫一份引人注目的調查報告，成為他再度升遷的原因。

### 殖民地生涯

#### 西印度
在1854年3月3日，羅便臣獲擢升到西印度出任蒙特塞拉特主席（相當於總督），由此展開其長達約四十年的殖民地公職生涯。約一年後，他復於1855年獲改調到鄰近的聖克里斯多福擔任副督，同時兼領一個背風群島高級總督的虛銜。在任副督期間，羅便臣因為為當地引入苦力，結果在1859年獲英廷封為爵士。

#### 香港總督

##### 背景
羅便臣在1859年9月9日出任第五任香港總督，當時三十五歲還不到，是歷史上最年輕的港督。在這時，香港這片殖民地只有十多年的歷史，社會各方面都亟待改善。惟在最初幾任港督任內，香港卻是非不斷，使得其名聲大壞。《泰晤士報》在1859年3月15日就對香港留下這樣的評論：
香港總是與一些致命的疫病……或一些丟人眼現的爭吵連上關係。這個嘈吵、忙亂、動輒吵架、不滿足和有損身心的小島的名稱，對於一些在上流社會宣之於口會有失身份的地名而言，倒或許是一個頗悅耳的類義詞。
羅便臣到達香港後，也感到當地的「公眾與社會也散發出一種侷促不安的感覺」。而他的第一份送回英國的報告也認為，香港「......與其他英國屬土完全是兩回事，這裡從很多方面都使人感到一股怪異的不協調。」在這種背景下，羅便臣進行大舉整頓，使香港走出早年所留下的陰霾。

##### 整頓政府
在政府管治方面，由於不少在早年專斷獨行的官員已經去職（例如威廉·堅），所以羅便臣的管治比以往數任總督來得容易。在輔政司孖沙的協助下，羅便臣接掌港督後不久就成立一個公務員瀆職調查委員會，對涉嫌與海盜黃墨洲進行不法貿易的總登記官高和爾展開調查；另外又調查涉嫌包庇與經營妓院的警察司查爾斯·梅。經過一連串的聆訊後，高和爾最後被裁罪成免職，而查爾斯·梅則得以原職留任。

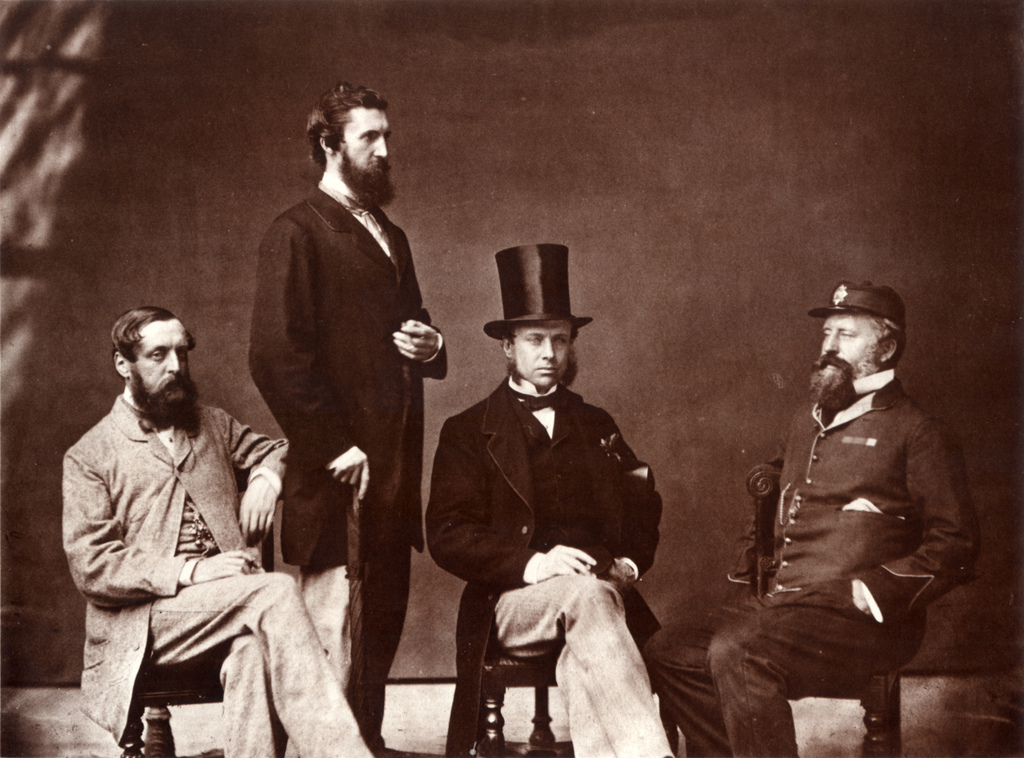
1860年議政局議員合照，頭戴大禮帽者為羅便臣爵士，圖右為警察司查爾斯·梅，最左者為輔政司孖沙。

與此同時，在剷除舊有勢力後，羅便臣即開始對公務員的招聘進行改善。以往，香港政府的主要官員大多是由軍人、教士和商人在當地臨時招募而來，並沒有一個統一化的制度。在羅便臣政府初期，政府內更僅有四人曉得廣東話，其中更只有一人會寫中文，結果這使政府與華人溝通存在極大困難，而法庭在審訊案件時亦因為缺乏傳譯而時常判錯案。有見及此，羅便臣在1861年3月向定例局提出實行「官學生計劃」，並且獲得通過，而計劃亦甚得殖民地部的讚賞。
根據方案，港府每年向英國的各大學院招聘學生，通過考核者可前往香港受訓3年，學習中文，並且由港府支付生活開支。日後完成訓練者，更會獲授以政府要職，並提供優厚薪津。有關方案後來在1861年10月12日刊憲，並在翌年4月成功選出香港第一批官學生。計劃落實後，香港政府官員的招聘得以制度化，同時亦吸引了一些人才來港，日後的港督梅含理爵士和金文泰爵士兩人，就是由香港官學生制度培訓出來的。
為了進一步吸引人才，羅便臣又調高了公務員的薪酬，幾經爭取，港督薪金由3,000鎊一年上調至5,000鎊一年；重要官員薪金約為每年2,500鎊不等，一般部門首長年薪為1,000鎊左右，而即使是新培訓出來的官學生，年薪也有500鎊。
羅便臣亦十分重視與華人社區的關係。除了向官學生教授中文外，羅便臣又在1862年3月1日出版首份中文憲報，名為《香港轅門報》，以便華人社區更能了解政府運作，並讓他們認識香港的法律。此外，羅便臣於1861年廢除了戴維斯爵士所推行的保甲制，並以總登記官主管華民事務，從而加強政府與華人社區的溝通。
此外，定例局亦得到羅便臣進行改組。除總督為主席外，政府五名主要官員獲委任為官守議員，另外則有一名政府官員與三名獨立人士成為非官守議員。羅便臣又通過一項規定，禁止政府官員投票反對總督的提案（有鑑於前港督寶靈爵士的填海方案在1859年於定例局二讀時遭輔政司和按察司投反對票而流產），使總督的權力得到進一步的穩固。

##### 制度革新

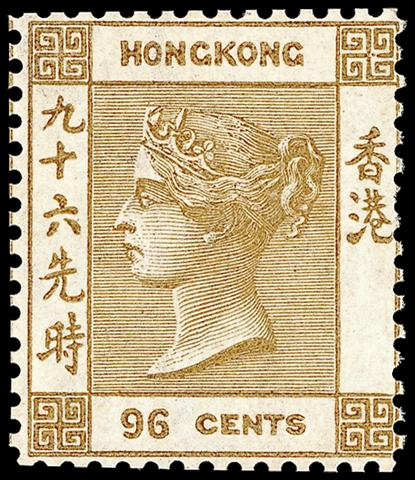
九十六先時郵票

在羅便臣任內，香港的郵政與貨幣政策得到了重大的革新。首先在郵政方面，他在1860年5月改組香港的郵政部門，以郵政司（即今郵政署長）主管郵政局，使之獨立於英國的皇家郵政。到1862年12月8日，羅便臣率先發行香港首套的通用郵票。該套郵票在英國印製，面值包括有二先時、八先時、十二先時、十八先時、二十四先時、四十八先時和九十六先時，而每張郵票皆印有英女皇維多利亞的頭像。自此開始，香港不需要再依賴於英國郵票。在1863年，羅便臣復推出四先時、六先時與三十先時郵票，使香港的郵票種類更為完備。

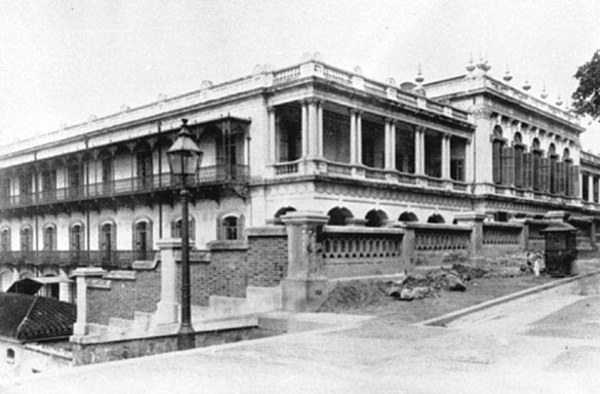
皇仁書院前身為中央書院，是香港首間官立學校。

在開埠初年，香港並沒有自行發行法定貨幣，早年市場流通的貨幣計有英鎊、西班牙銀圓（即佛洋）、墨西哥銀圓（即鷹洋）、中國白銀與銅錢（即制錢）等等，換算十分混亂。另外，港府早年貨幣採用銀本位，但財政度支卻用金本位，使港府在記帳上往往要以英鎊來計算，極不方便。有見及此，羅便臣在1862年宣佈棄用金本位，改為全面使用銀本位為貨幣計算單位。為了配合新政，羅便臣更在1863年首次發行港幣，當中包括香港一文、香港一仙和香港一毫，全部都是硬幣，並且在英國鑄造運港，而當時每一港元則大約可兌4先令2便士。
至於在教育方面，羅便臣於1862年3月10日成立香港第一所官立學校國家大書院（即中央書院），並以史釗域為該校首任掌院。與一般教會辦學團體不同的是，羅便臣一向反對學校向學生傳教，因此國家大書院並不講授宗教，而且比起其他教會學校更著重中文。首座官立學校的設立，標誌著政府開始直接統籌香港的教育事務，未幾在1865年，羅便臣進而設立教育司署，並以國家大書院掌院史釗域兼任教育司，由此從教會等辦學團體手上，取回制定教育政策的權力。

##### 社會基建
與他的前任港督寶靈爵士一樣，羅便臣亦十分關注香港的填海工程，曾經對寶靈爵士任內所作的填海加以修整和完善。後來在1864年，羅便臣復提出要媲美澳門，建議在香港島中環填海，這個計劃寶靈爵士也曾經在他的填海計劃提出過，但卻因為沿岸地主、海軍與商人的反對而泡湯。同樣，羅便臣的計劃提出後，引起社會很大反響，最後促使他擱置計劃。

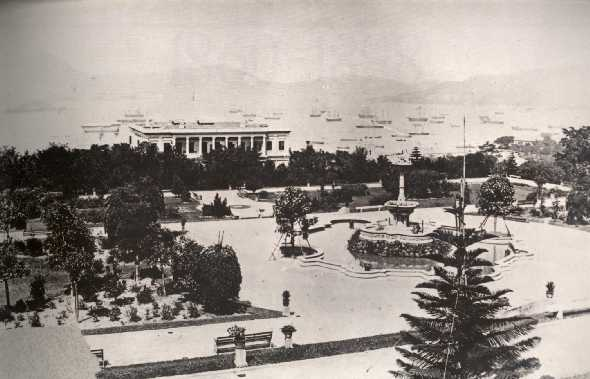
1864年的植物公園。

此外，在1859年，羅便臣率先提出興建香港第一座水塘。經過一輪公開徵集設計圖則的活動後，水塘終在1860年年尾在薄扶林動土。水塘其後在1863年落成，名為薄扶林水塘，從此市區開始有自來水供應。不過，薄扶林水塘原本設計容量為3,000萬加侖，但最後的設計僅可容納200萬加侖，供水量遠低於原先的估計。因此在他卸任後不久，港府就計劃於大潭修建第二座水塘。
在1848年的時候，時任港督戴維斯爵士曾有意修建一座植物公園，但因為財政與批地問題一直擱置。到1860年，羅便臣方才在中環覓得土地修建公園。在1864年8月6日，公園的第一期工程竣工，並開放予公眾參觀，成為了香港歷史上第一所公園。
羅便臣任內的社區建設還有很多，其中計有綠化街道、於市區提供煤氣路燈等等，再加上上文所述的動植物公園等等，均使香港的市面質素得到提高。另外，渣甸洋行曾在羅便臣任內提出捐建香港首座大會堂，有關建議要至1866年才得到落實，惟當時羅便臣已經卸任。

##### 割取九龍

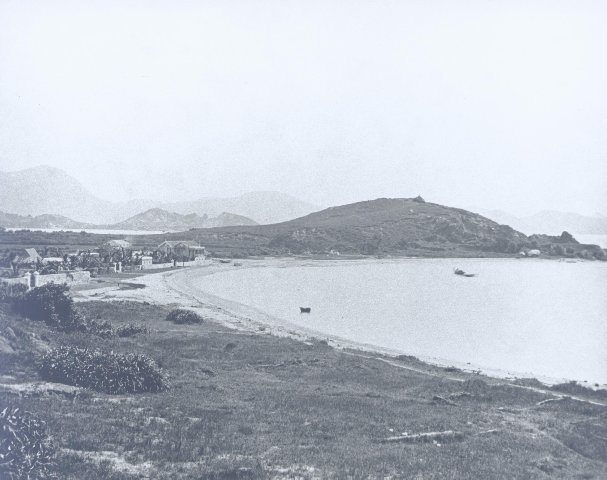
割讓初期的尖沙咀。

隨著清廷在英法聯軍之役的連番落敗，中、英雙方在1860年10月24日簽訂《北京條約》，將隸屬於九龍司的南九龍割讓英國，成為英屬香港之一部份。後在1861年1月19日，羅便臣和英國駐廣州總領事巴夏禮會同清廷代表，於九龍舉行一項「授土儀式」，正式歸併了今界限街以南的九龍半島。
不過，其實戰事尚在進行期間，英兵已早於1860年3月進據九龍尖沙咀駐紮，並成功向兩廣總督勞崇光「租借」得九龍半島，因此在戰事完結後，巴夏禮復代表軍方要求將南九龍撥歸予英軍為軍營之用。羅便臣最初對建議表示反對，並堅持九龍必須用作民用或康樂發展，使得英軍與港府雙方爭持不下。最後到1864年，羅便臣單方面將邊界擴至深水埗一帶，並將英軍遷到該地，事件才得以暫時平息。

##### 經濟發展
自英法聯軍之役以後，香港的經濟得到很顯著的發展。由於《天津條約》與《北京條約》洞開不少中國商埠，又准許外國人到內地經商，再加上鴉片貿易得到合法化，使得香港的轉口貿易受惠。在1864年的時候，從香港入口的貨物總值約3,400萬兩，其中入口貨品又以鴉片、棉織品等等為主；至於經香港出口的貨品則包括有茶葉和絲等等。
此外，不少企業亦在戰後紛紛在港成立，當中包括有好像黃埔一樣大大小小的輪船公司，以至於煤氣公司等等。此外，在眾多洋行遷到香港運作的情況下，不少銀行亦相繼出現。其中，於1864年在港成立的匯豐銀行，歷經百多年，至今仍然是區內最重要的銀行之一。在外資林立的帶動下，香港總商會在1861年正式成立。該商會由各行大班組成，日後對港府的施政還起舉足輕重的影響力。
在經濟增長的情況下，政府收益也有顯著上揚。在1865年的時候，政府總收益高達175,717鎊，其中賣地收益為30,866鎊，比10年前增長有10倍之多。同時，在歸併九龍以後，香港總人口由1860年的94,971人增加至1861年的119,321人。人口的增長使港府在差餉等各方面的收入都有明顯上升。另外在1860年和1865年，羅便臣又決定增收商業登記牌照費和印花稅，開拓出更多財源。在財政條件充裕的條件下，英國政府在1864年更要求每年上繳20,000鎊，以作軍費開支。
除了處理香港的經濟事務外，羅便臣任內還擔任一個專門管理海峽殖民地財政事務的委員會委員，該委員會後來促使海峽殖民地在1867年不再從屬於東印度公司，正式納入英國殖民地部的管治。

#### 錫蘭總督
羅便臣在任港督期間，香港在各方面都有不錯的發展，西方對香港的印象也逐漸改觀。羅便臣在港的政績甚獲英廷重視，他在1865年3月15日任滿離港後，即在3月21日奉命前往錫蘭出任署理總督，後來更在同年5月16日改為正任錫蘭總督。
出仕錫蘭總督七年期間，羅便臣建立起一個強勢政府，對當地進行了有效管治，當中包括有廣建電報網絡、海港、鐵路和道路外，又引入新式的灌溉系統、改革當地的公務員系統，以及維持各地部族的穩定。同時，羅便臣亦曾為了原居民及殖民地經濟的利益，多番與殖民者發生衝突。儘管如此，其施政仍然受到肯定，英廷及後更在1869年6月向他授予KCMG勳銜。有關其任內施政，有人認為他喜歡權力，也有論者認為這是其帝國主義作風所引申出的「現代化家長式管治」。在1870年3月，皇室成員阿弗烈親王訪問錫蘭，當時由羅便臣伉儷親自相迎，乃錫蘭之一大盛事。

#### 新南威爾斯總督

##### 背景

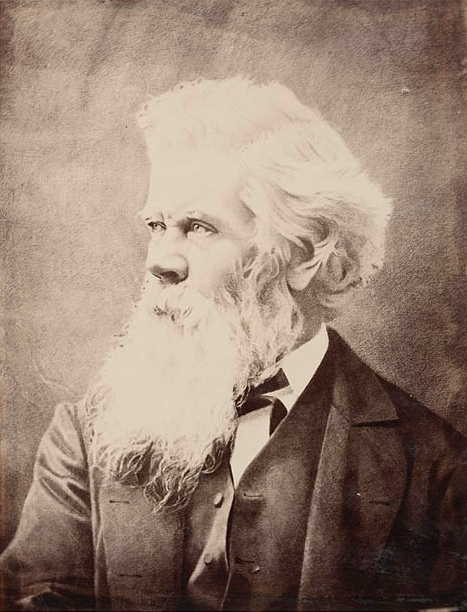
亨利·帕克斯爵士在羅便臣出任總督七年間，曾三度出任總理。

在1872年2月，有關任命羅便臣為澳洲自治殖民地新南威爾斯總督的消息刊憲，他遂在同年6月3日抵達悉尼正式就任。與在錫蘭一樣，羅便臣任內仍然不減其「家長式管治」的作風。儘管新南威爾斯是自治殖民地，並且擁有自己的責任政府及總理，但羅便臣卻認為當地政黨發展尚在草創階段，因此作為總督，他有必要對政府作出一定的干預。他甚至絕不認為，一個統轄自治殖民地的總督，其職能「僅限於像一隻機械貓頭鷹反覆唱一樣的調子」。
正因如此，羅便臣積極參與新南威爾斯的基建、教育、社會改革、經濟以至於文化等各方面的事務，這使他與議會和責任政府陷於緊張的關係。而他與當地的兩大政壇領袖亨利·帕克斯爵士（Sir Henry Parkes）及約翰·羅伯遜爵士（Sir John Robertson）也處於不太友好的關係。
除此之外，羅便臣夫婦又大顯親民作風，經常走訪新南威爾斯各地，同時又盡情投入於木球和賽馬活動。他的名下馬匹「京士堡」（Kingsborough），更曾於1875年的澳洲賽馬會打比賽中勝出。另外，其女兒諾拉（Nora）在1878年8月舉行的婚事，亦曾傳為一時佳話。雖然他與責任政府存有不少磨擦，但他始終深得殖民主義者以至普遍民眾的大力支持。

##### 政治糾紛
在1873年10月，新南威爾斯立法議會根據一個專責委員會的報告，敦促軍方迫令一位F·R·L·羅西上尉（Captain F. R. L. Rossi）退役，可是有關建議在行政局會議中被羅便臣推翻。羅便臣認為自己身兼軍隊總司令之職，軍人的任免權在於總督，而不在議會，因此他堅持議會無權作出干預。羅便臣的決定使新南威爾斯一時間出現憲制危機，而總理帕克斯爵士唯有將有關建議臨時擱置。在事件中，議會認為總督有意攻擊議會的權力及利益，不過輿論及民意卻一直站在羅便臣一方。
未幾在1874年，總督與立法議會再次出現爭執。事緣早於1872年，一名叫法蘭克·伽德納（Frank Gardiner），被判囚32年的囚犯，已在獄中被囚8年，期間表現良好，坊間不斷有輿論求情羅便臣早日特赦他。至1874年，羅便臣終於答應有關求情，決定特赦伽德納，但伽德納必須離開新南威爾斯。羅便臣認為伽德納不是死囚，因此總督自行特赦囚犯，是理所當然的權利。然而，有關消息傳出後，羅便臣即在同年6月遭到立法議會的責難，惟羅便臣在後來的行政局會議上加以反擊，並指有關指控完全是「不合情理和不義的的喧囂聲」。羅便臣和以總理帕克斯爵士為首的立法議會，在釋放伽德納一事上愈演愈烈，最後促使帕克斯爵士政府垮台，而帕克斯爵士及後更在1875年的大選中敗於對手羅伯遜爵士。
羅便臣在1874年9月獲英廷委任到斐濟參與該地成為英國殖民地的談判。同年10月10日，斐濟正式成為殖民地，羅便臣遂兼任斐濟開埠後的首任總督，而英廷更因此在1875年1月向他授予GCMG勳銜。在1875年6月卸任斐濟總督前，羅便臣都留在斐濟，專心處理建埠以後的基本政務。然而，羅便臣不在新南威爾斯的時候，總督一職本應由首席大法官詹姆士·馬田爵士（Sir James Martin）署理，惟羅便臣卻拒絕作出有關委任，事件使兩人關係陷於不和。隨後在1875年，英國上議院有關調查伽德納事件的報告送抵新南威爾斯，報告中有指羅便臣供稱釋放伽德納一事，得到馬田爵士的支持，結果雙方在《悉尼先驅早報》展開筆戰，其中，馬田爵士撰文否認支持釋放伽德納，並對羅便臣加以抨擊，又質疑羅便臣是否明白新南威爾斯有責任政府的存在。
在羅便臣出任新南威爾斯總督後期，當地責任政府多次垮台。自羅伯遜爵士的政府在1877年3月垮台後，短短一年之間，總理及政府三次換班，使政局陷於混亂，也使政府運作陷於癱瘓。有見及此，羅便臣在1878年9月19日於提交殖民地部的報告書中，建議凡解散議會重選前，議會必須先通過政府分期的財政支出議案，以維持政府運作。羅便臣的建議深得殖民地部支持，但不少輿論則認為其建議具政治目的，甚至是著意控制議會的干預行動。
同年12月，時任總理詹姆士·法內爾（James Farnell）的政府因為其土地法案不獲通過而垮台，羅便臣即以財政支出議案未獲通過為理由，拒絕解散議會，並同時委任羅伯遜爵士籌組政府。但事實上，由於羅伯遜爵士在議會缺乏支持，因此羅便臣與羅伯遜爵士都心知將會無法成功籌組政府。結果在羅便臣推動下，羅伯遜爵士自動放棄其立法議會議席，並成功與帕克斯爵士組成聯合政府，由帕克斯爵士出任總理，羅伯遜爵士則出任行政局副主席兼立法議會政府代表。這個由羅便臣促成的聯合政府維持了五年之久，期間更十五次通過政財政府支出議案，頗受稱譽。

#### 紐西蘭總督
在1879年3月19日，羅便臣任滿離開新南威爾斯，轉到紐西蘭出任總督，並在4月27日到任履新。羅便臣出任紐西蘭總督僅一年多的時間，但他很快就融入當地的社交圈子，而且熱心於賽馬活動，以及關注郊區的發展。另外任內他曾於負責委任約翰·賀爾（John Hall）出任紐西蘭總理。
羅便臣在1880年9月9日提早卸任紐西蘭總督，並獲英廷召回倫敦。在返回倫敦途中，羅便臣曾短暫停留悉尼，獲得當地的熱情款待。在倫敦，羅便臣被白廳委以重任，擔任開普殖民地總督兼南非高級專員，負責主理南非事務，以接替因英軍在伊散德爾瓦納戰役大敗而去職的亨利·巴特爾·弗里爾爵士（Sir Henry Bartle Frere）。
羅便臣在1881年1月22日到任履新，其時南非政局十分動盪。自英軍在1879年英祖戰爭消滅祖魯王國後，特蘭斯瓦（Transvaal）的波爾人在1880年12月16日單方面宣佈獨立，揭開第一次波爾戰爭的戰幔，處境十分嚴峻。

#### 出仕南非

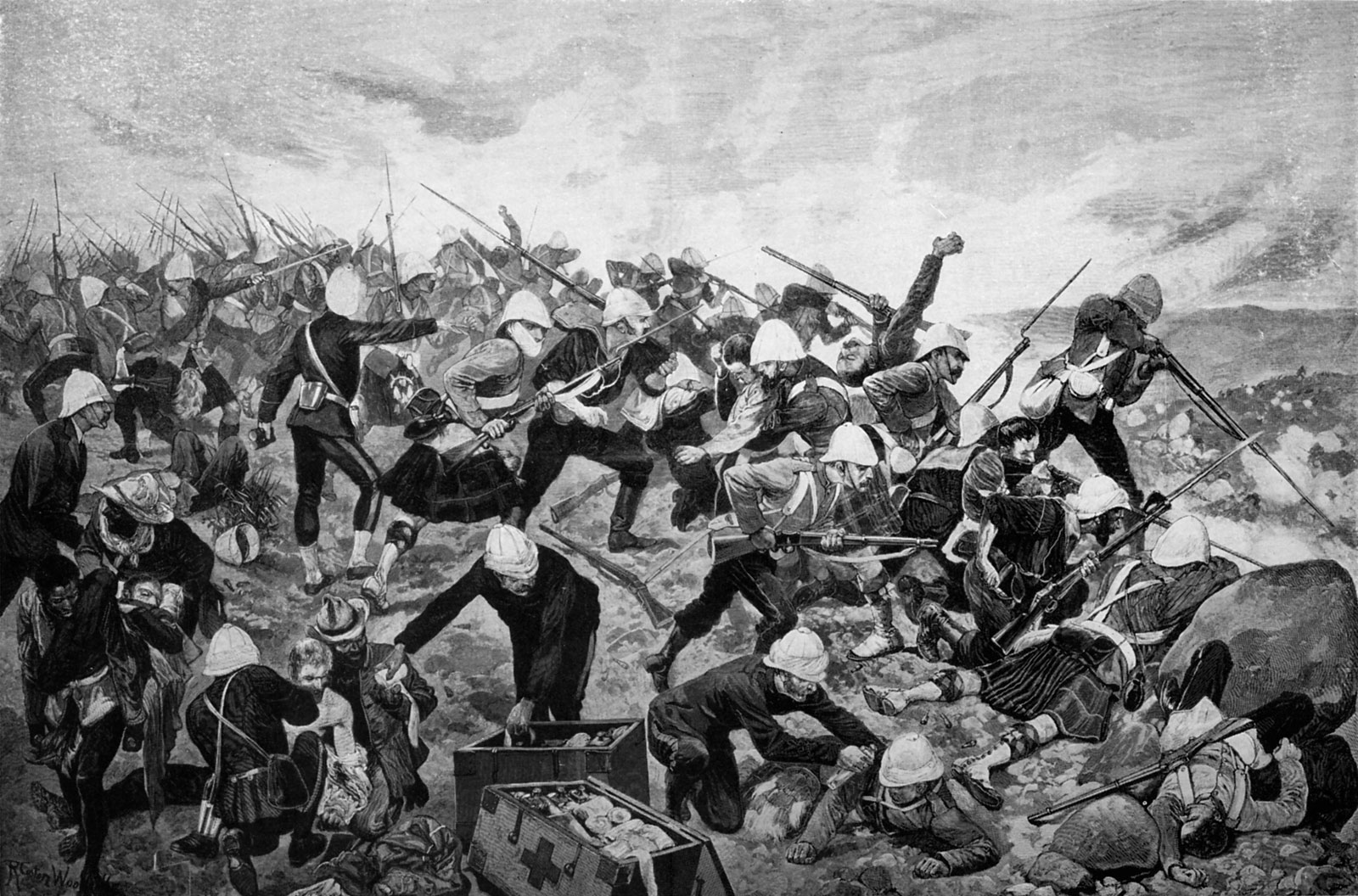
英軍在1883年的馬尤巴山戰役敗於特蘭斯瓦。

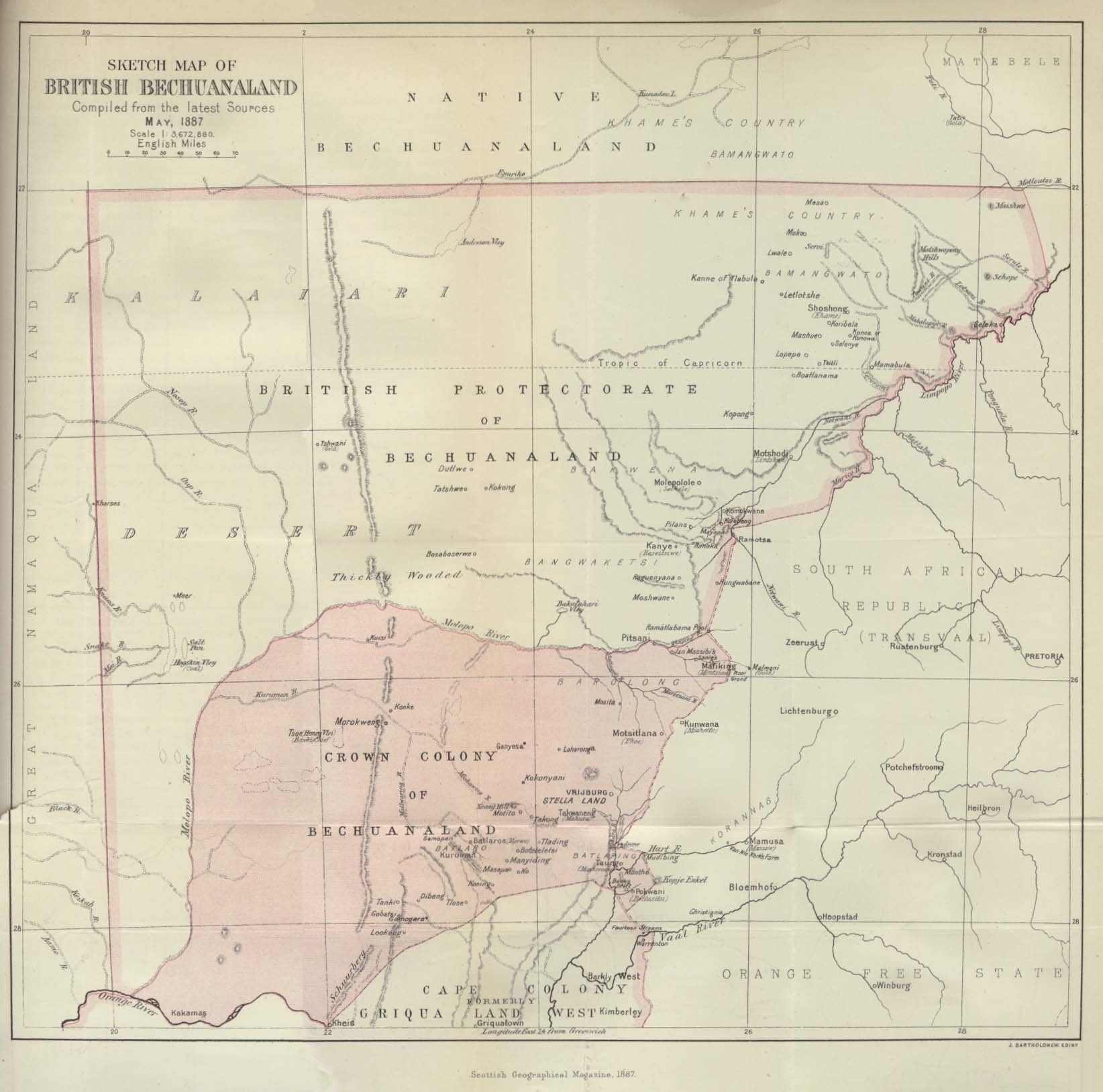
1887年的貝專納蘭地圖。圖中填滿粉紅色的是貝專納蘭南部，而粉紅色框線內為貝專納蘭保護領。

在上任不久以後，儘管羅便臣希望與特蘭斯瓦的波爾人展開談判，但是軍隊指揮官陸軍少將喬治·波默羅伊·科利爵士（Major-General Sir George Pomeroy Colley）卻突然單方面行動，率軍攻擊特蘭斯瓦，並在1881年2月27日爆發馬尤巴山戰役（Battle of Majuba Hill），英軍在戰役中潰敗，而科利爵士本人也在戰事中陣亡。馬尤巴山戰役完結後不久，羅便臣著力協助英國在當地重建權威，另外又尋求和平。未幾，英國和特蘭斯瓦雙方就簽署停戰協定，到1881年8月，雙方軍隊代表簽訂《普勒多利亞協定》，正式結束第一次波爾戰爭。其中，英國確認特蘭斯瓦建立起具有某種限制的自治政府。
由於《普勒多利亞協定》沒有讓特蘭斯瓦獨立，有關協定引起了特蘭斯瓦的波爾人強烈反對。其後特蘭斯瓦的波爾人更在1883年派出代表團到倫敦爭取修改條約。為此，英國政府特地召羅便臣回國，並委任他為樞密院顧問官，參與有關談判。最後雙方在1884年2月達成《倫敦協定》，不過，儘管英方放棄了部分權利，但同時又以其他權利代替，而特蘭斯瓦始終沒有獲得獨立。
羅便臣自倫敦返國後，南非局勢卻未有緩和的跡象。在1885年，由於特蘭斯瓦波爾人持續在開普殖民地以北的貝專納蘭（今博茨瓦納）搶佔土地，經當地部族領袖卡馬三世（Khama III）向英國求援後，羅便臣在1885年3月31日成功促成英國吞併貝專納蘭，南貝專納蘭歸併為南非開普殖民地的一部份，而北部則劃為貝專納蘭保護領（Bechuanaland Protectorate），受到英國的保護。
羅便臣吞併貝專納蘭的決定並非沒有遭到反對。被指派收復貝專納蘭的陸軍少將查爾斯·沃倫爵士（Sir Charles Warren）就批評到，羅便臣身為代表英廷的高級專員，同時又是開普殖民地總督，兩者身份出現角色衝突時，為了殖民地著想，他應該接受殖民地官員的意見。然而，儘管開普殖民地的官員在此事上大多支持先安置好佔居貝專納蘭的波爾人，但羅便臣指這樣等同包庇犯罪。
貝專納蘭的歸併對羅便臣來說十分重要，因為這片被視為「通往北方之路」（the road to the north）的土地落入英國控制後，英國將可更進一步地向贊比西亞及其他北部地方擴張，而如果英國不及早作出行動，貝專納蘭可能會遭特蘭斯瓦或德國完全搶佔。羅便臣的看法得到南非鑽石商人兼時任開普殖民地財政部長塞西爾·羅德斯的支持。羅德斯與羅便臣一樣，兩人都是殖民主義及擴張主義的支持者，而同時由於羅德斯甚得開普殖民地內的荷蘭裔殖民者支持，因此羅便臣漸對羅德斯加以信任，並且曾指派羅德斯協助歸併貝專納蘭。
羅便臣與羅德斯都一致認為殖民者的利益應當優於「帝國因素」（imperial factor），前者曾認為它「不過是一個謬論」，後者則認為它有必要被「消滅」。而所謂的「帝國因素」，則是指英國作為大英帝國在其殖民地的影響力，因此，羅便臣與羅德斯兩人皆反對英國本土政府直接介入南非的事務。其中，羅德斯又認為，透過英國的勢力，英國名義上拓展土地，實際上由羅德斯去經營便可，當中英國本土政府無須花費一分一毫，就同時可以滿足羅便臣與英政府對於擴張土地的訴求。
在羅德斯的逐漸影響下，羅便臣亦開始大力支持羅德斯採礦業務的發展。雖然羅德斯的擴張行動曾因為威特沃特斯蘭德自1886年至1889年出現淘金熱而暫緩。不過在1888年2月，在得到羅便臣的批准下，羅德斯派出傳教士約翰·莫法特（John Moffat）到礦藏豐富的馬塔貝萊蘭（Matabeleland），與當地統治著恩德貝勒人（Ndebele）的國王羅本古拉（Lobengula）簽訂《莫法特條約》（Moffat Treaty），成功讓英國與當地建立友好關係。未幾，羅德斯復派遣其商業夥伴查爾斯·拉德（Charles Rudd）到馬塔貝萊蘭，並以哄騙的手法，讓羅本古拉簽訂另一條條約，使大片馬塔貝萊蘭的土地被劃作「拉德租界」，任由羅德斯的採礦公司開採礦藏。

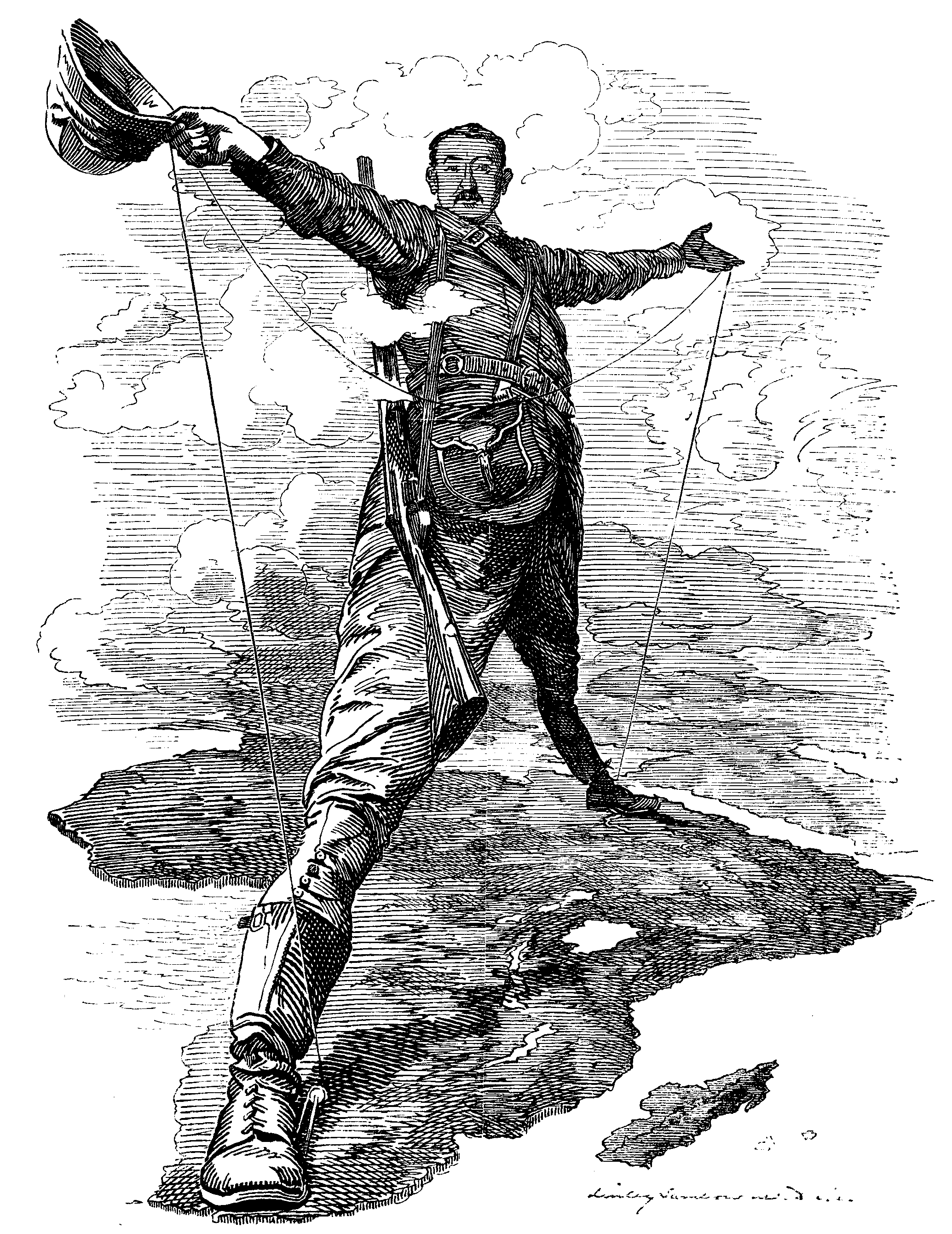
羅便臣與羅德斯都熱衷於擴張英國在非洲的勢力。

羅便臣與羅德斯站在同一陣線，使不少英國人及波爾人都感到失望，並認為羅便臣已成為羅德斯的棋子。此外，他又被其他鑽石商批評，指他偏袒羅德斯的採礦公司。雖然如此，英廷仍然在1889年發出皇家特許狀，讓羅德斯牽頭成立英國南非公司，並能夠對林波波河以北至中非一帶的地域代表英國作出統治、維持治安和簽署新條約。羅便臣在英國南非公司也獲配得2,100股，而他更支持公司有權接管貝專納蘭。惟後來當地部族領袖卡馬三世親身前往倫敦作出抗議，事件才告作罷。
儘管羅便臣在任期間為殖民地帶來不少利益，但英國南非公司成立以後，輿論則開始認為他過分支持殖民主義，同時也有輿論質疑他究竟在為英國服務，還是為羅德斯效力。加上英國本土及殖民地的反擴張主義者的促使下，羅便臣正式在1889年5月1日卸任返英，開展其退休生涯。在其卸任演說中，羅便臣表示南非將不會永遠有直接的帝國管治，其言論最初使大眾誤以為他暗示南非最終會步向獨立，但他後來在1895年於《泰晤士報》撰文澄清，表示他相信南非會「由唐寧街直接管治......步向建立責任殖民政府」。
另外值得一提的是，除了南非事務外，羅便臣亦曾在1886年短暫被派往毛里裘斯，暫時終止當地總督軒尼詩爵士的職務，並對其在當地所舉行的選舉展開調查。軒尼詩爵士後來經倫敦決定下，在1887年官復原職。

#### 退居倫敦
返回英國後，羅便臣定居倫敦，過著寫意的上流生活，同時還出任倫敦及西敏銀行等多間公司的董事。在1891年2月，他又獲英廷晉封為從男爵。
然而，羅便臣的退休生活並不長久，在1895年，經塞西爾·羅德斯的極力要求下，羅便臣再度復出，獲英廷任命為開普殖民地總督兼南非高級專員。事實上，這次任命背後引起了很大的反響，除了英女皇維多利亞感到有關任命不明智外，時任自由黨首相羅斯伯里勳爵與殖民地大臣里彭勳爵也分別感到擔憂和懷疑，惟兩人最後仍然審慎地相信有關任命是一個安全而小心的決定。

#### 再仕南非
而事實上，比起第一段任期，羅便臣在南非的第二段任期是一個失敗。羅便臣這次委任時，時年已達七十一歲，再加上行動不便，以及備受水腫困擾，其精神狀況已大不如前。不少人更深信他會對羅德斯唯唯諾諾。而有關再度委任羅便臣的決定，亦引起英國朝野的普遍反對，時任財政大臣威廉·哈考特爵士（Sir William Harcourt）質疑羅便臣「是為羅德斯就政治及財務利益獻策的人選」，另一資深下院議員約瑟夫·張伯倫更大力譴責羅便臣，指他違背「帝國因素」，同時又極力反對有關任命。

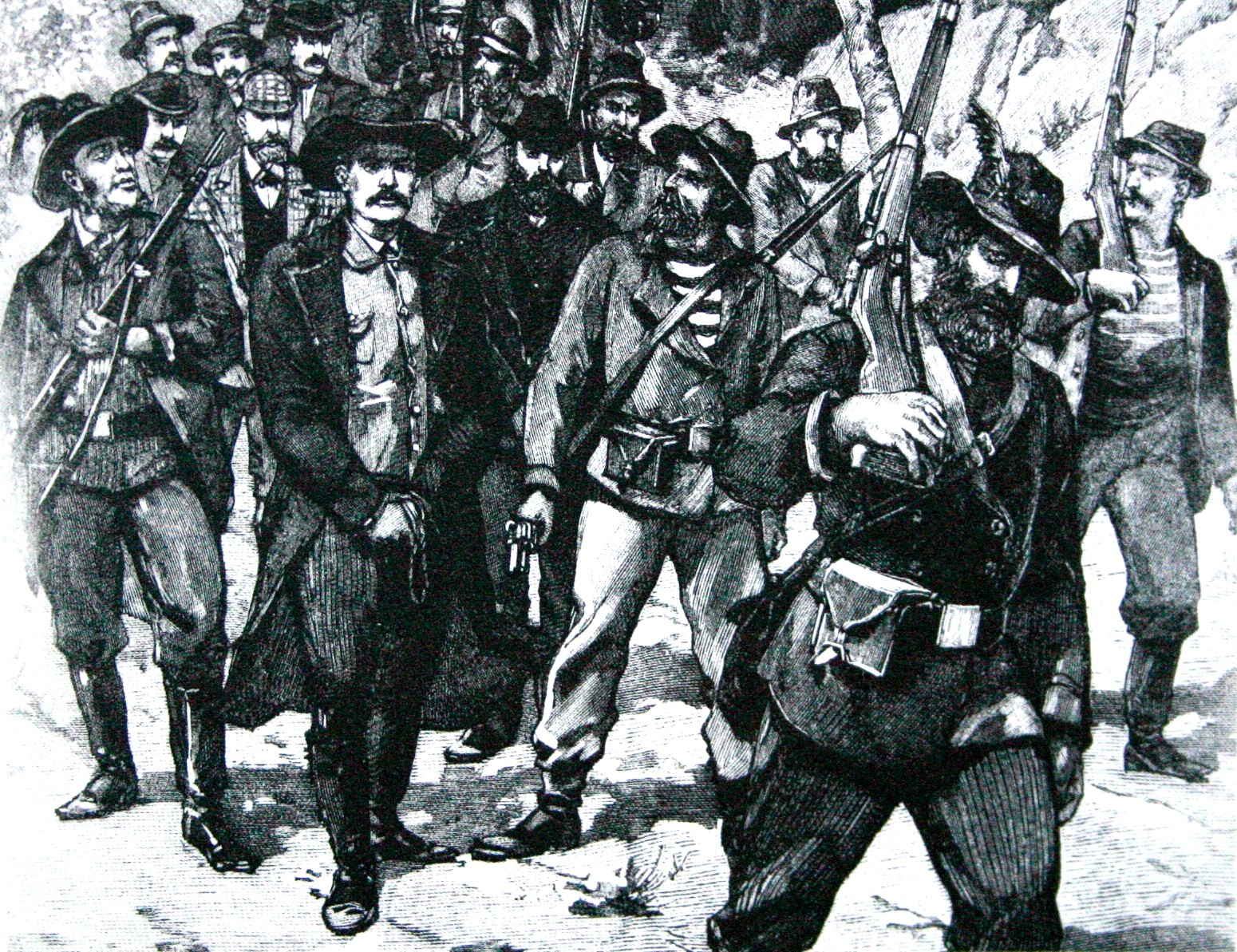
「詹姆森突襲」使羅德斯的軍事陰謀敗露。圖中被押送者為被俘後的詹姆森。

羅便臣在1895年5月30日到任履新，至同年6月，羅斯伯里勳爵政府下野，由索爾斯伯利勳爵接任首相，並以張伯倫出任殖民地大臣。羅便臣本身對張伯倫沒有好感，兩人意見也嚴重分歧，但由於羅便臣已經在上任前辭去公司董事的職務，為了保障收入，他迫於無奈下打消辭職的念頭。
在任內，業已為開普殖民地總理的羅德斯正密謀計劃在特蘭斯瓦策動政變，推翻當地的波爾人自治政府，然後將特蘭斯瓦併入開普殖民地。根據羅德斯的秘密計劃，由於特蘭斯瓦的白人外勞（Uitlander）人口比波爾人要多，因此羅德斯打算先鼓動白人外勞起義，然後再指派羅便臣的醫生利安德·斯塔爾·詹姆森（Leander Starr Jameson）率部攻入特蘭斯瓦，最後再讓羅便臣乘坐特別列車到約翰奈斯堡進行「調停」，迫使特蘭斯瓦政府修例，讓所有白人男性都有投票權。透過這個計劃，佔多數的白人外勞就可取代波爾人，建立羅德斯想要的政權。
可是，由於羅便臣認為時機不合，羅德斯多次施延計劃，最終使詹姆森按捺不住，在1895年12月29日突然自行率部攻打特蘭斯瓦。羅便臣曾在詹姆森行動前傳訊勸止，但是為時已晚，這個史稱「詹姆森突襲」（Jameson Raid）的軍事行動最終以潰敗告終，而詹姆森本人更遭俘虜。
羅德斯的政變計劃在「詹姆森突襲」後敗露，使英國政壇大為震盪，而羅德斯更因此在1896年1月12日辭任總理。羅德斯與羅便臣的關係也以決裂告終。同時，英國下議院更召開專責委員會，調查張伯倫與羅便臣對事件是否知情，後來由於缺乏證據，加上羅便臣矢口否認，結果兩人最後免受譴責。

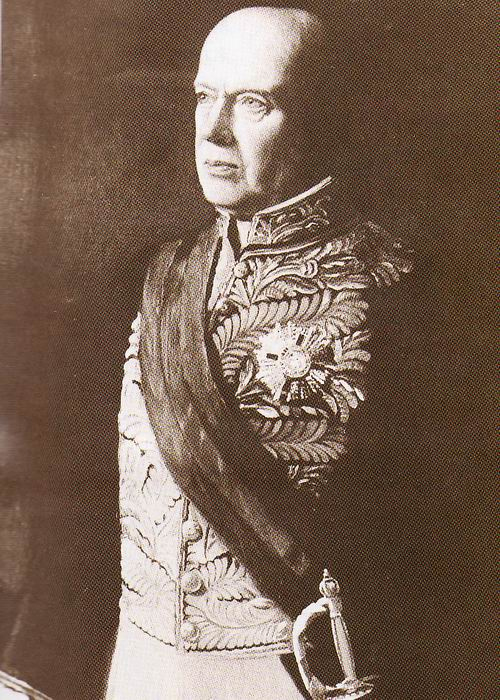
晚年的羅士敏勳爵。

同時間，為了挽救局勢，羅便臣在事後著力與特蘭斯瓦進行和解，同時又游說希望特蘭斯瓦政府早日釋放詹姆森。不久以後，羅便臣因病在1896年5月脫身返回英國休養，至同年8月因功獲晉封為世襲男爵，成為羅士敏勳爵（Lord Rosmead）。羅士敏勳爵後來曾短暫返回南非，但由於病情惡化，於1897年4月21日辭職返英，正式為其殖民地生涯劃上句號。他卸任以後，開普殖民地總督兼南非高級專員之職由阿尔弗雷德·米尔纳接任。

### 晚年
羅士敏勳爵返回英國後退居倫敦，但其時已經惡疾纏身。未幾，他在1897年10月28日因水腫在太子花園42號（42 Prince's Garden）家中病逝，享年七十二歲。他死後，遺體在11月1日落葬於倫敦的布朗普頓公墓（Brompton cemetery），至於其世襲男爵及從男爵爵位則由其長子繼承。

## 評價
在長約四十年的殖民地生涯中，羅便臣曾先後在八個殖民地服務，並且在其中七個殖民地擔任總督，當中他年僅三十五歲就成為香港總督，而後來在南非的第一段任期中，他亦曾先後獲延任兩次，可見英國政府一直對羅便臣十分重視，也對其功績表示肯定。羅便臣在任各地總督時，都以效率高、人際關係良好、以及施政大刀闊斧而頗受稱譽，而且亦得普遍民眾支持。另外，有學者認為，羅便臣帶領香港走進現代歷史的一頁，亦有學者認為他鞏固了新南威爾斯政黨的成熟發展，其中他在1879年促成締結的聯合政府，更維持了五年之久。
然而，同時亦有不少聲音認為羅便臣喜好權力，過度任用總督的權力。而他在新南威爾斯的時候，就有不少反對意見認為他阻礙新南威爾斯政黨政治的健康發展，他在任當地總督時，引發起的政治衝突，也削弱了責任政府威信。
羅便臣在南非的兩段任期最引起爭議。在第一段任期中，羅便臣的確能夠大致維持當地自第一次波爾戰爭後的和平及穩定，而且為了開普殖民地的利益，在羅得斯的影響和合作下，英國在非洲南部的勢力得到持續擴張。羅便臣的擴張政策得到了英國殖民主義者的支持，但是遭到反擴張主義者強烈反對，加上被批評與羅得斯過從甚密下，結果成為他仕途止步的主因。
在新南威爾斯和南非供職的後半期，由於危機湧現，羅便臣甚至被輿論建立起「危機製造者夏喬士」（Hercules-the-Crisis-Maker）的形象。至於他在南非的第二段任期中，除了疾病困擾，再加上「詹姆森突襲」事件，不少人認為這為其仕途蒙上污點，而且也為其仕途劃上不完美的句號。須指出的是，有學者認為羅便臣曾參與羅德斯企圖推翻特蘭斯瓦的陰謀，即使沒有參與，至少也對此知情，而且還希望陰謀成功。另外，羅便臣也在事前得知「詹姆森突襲」將會發生。惟他事後對上述種種指控矢口否認，從而免受英國下議院的譴責。相反，他在事後著手與特蘭斯瓦和談，更成為了他獲授世襲男爵的原因。

## 家庭
羅士敏勳爵與尼亞·亞瑟·艾達·羅斯·達姆爾·安斯利（Nea Arthur Ada Rose d'Amour Annesley，1823年或1824年－1904年1月13日）在1846年4月24日於愛爾蘭結婚。尼亞是第十代瓦倫蒂亞子爵的第五名女兒。羅士敏夫婦共育有一子三女，分別為：
- 夏喬士·亞瑟·坦普爾·羅便臣，第二代羅士敏男爵 （Hercules Arthur Temple Robinson, 2nd Baron Rosmead，1866年11月6日－1933年5月26日）
- 埃莉諾·法蘭西絲·奧蒂·瑪麗亞·羅便臣閣下 （Hon. Eleanor Frances Alti Maria Robinson，？－1893年11月24日）
- 諾拉·奧古斯塔·莫德·羅便臣閣下 （Hon. Nora Augusta Maud Robinson）
- 奈維達·莉達·羅便臣閣下 （Hon. Nerida Leeta Robinson）

在羅士敏勳爵的三名女兒中，長女埃莉諾在1870年6月9日嫁給陸軍上校E·B·聖約翰（Colonel E. B. St. John），兩人於1881年離婚後，她後來改嫁陸軍少校喬治·史蒂文生（Major George Stevenson）。至於諾拉就在1878年8月7日嫁給A·K·芬萊（A. K. Finlay），芬萊曾先後畢業於哈羅公學及劍橋大學三一學院，惟他在1883年身故後，諾拉於1887年改嫁C·R·杜蘭特。最後，幼女奈維達則曾在1887年與陸軍上校查爾斯·蒂里特·道金斯（Colonel Charles Tyrwhitt Dawkins）結婚。

## 榮譽

### 榮銜
- Kt. （1859年）
- K.C.M.G. （1869年6月）
- G.C.M.G. （1875年1月）
- P.C. （1883年5月22日）
- Bt. （1891年2月6日）
- 世襲男爵 （1896年8月11日）

### 頭銜
- 夏喬士·羅便臣 （1824年12月19日－1843年7月27日）
- 夏喬士·羅便臣少尉 （1843年7月27日－1844年9月6日）
- 夏喬士·羅便臣中尉 （1844年9月6日－1846年）
- 夏喬士·羅便臣 （1846年－1859年）
- 夏喬士·羅便臣爵士 （1859年－1869年6月）
- 夏喬士·羅便臣爵士，KCMG （1869年6月－1875年1月）
- 夏喬士·羅便臣爵士，GCMG （1875年1月－1883年）
- 夏喬士·羅便臣爵士閣下，GCMG （1883年－1891年2月6日）
- 夏喬士·羅便臣爵士閣下，GCMG，Bt （1891年2月6日－1896年8月11日）
- 羅士敏勳爵閣下，GCMG，PC （1896年8月11日－1897年10月28日）

### 以他命名的事物
- 樂善美道（Rosmead Road），位於香港香港島太平山頂歌賦山一帶。
- 羅便臣道（Robinson Road），位於香港島半山區。
- 鴨洲（Robinson Island），位於沙頭角海以東，吉澳以西，該島英文命以羅便臣命名。
- 位於香港九龍半島的彌敦道，在1909年3月19日以前名叫羅便臣道（Robinson Road）。
- 羅士敏廣場（Rosmead Place），位於錫蘭（今斯里蘭卡）。
- 羅士敏道（Rosmead Avenue），位於南非開普敦。
- 南非另有兩個小鎮名羅士敏（Rosmead），分別位於北開普省慶伯利附近，以及東開普省米德爾堡附近。

## 相關條目

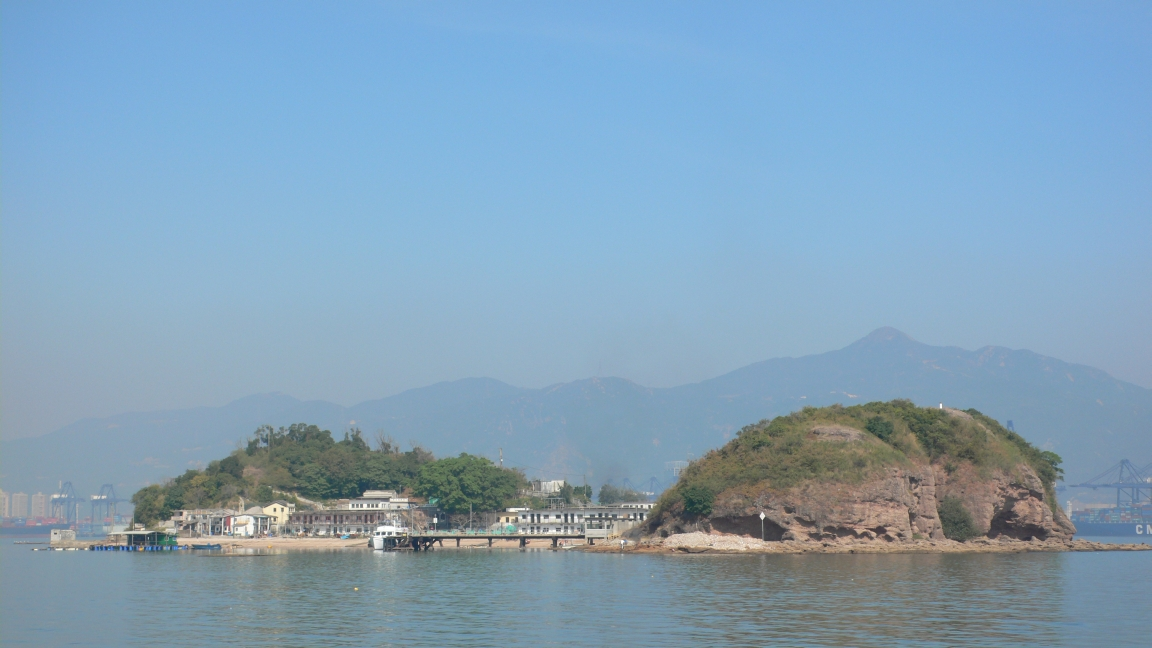
鴨洲（Robinson Island）。

## 延伸閱讀
- Endacott, G. B., A biographical sketch-book of early Hong Kong, Hong Kong: Hong Kong University Press, 2005.
- Keppel-Jones, A., Rhodes and Rhodesia: the white conquest of Zimbabwe, 1884-1902, 1983.
- Longford, E., Jameson's raid: the prelude to the Boer War, 1982.
- Wiilson, M., Thompson, L., The Oxford history of South Africa, 2 volumns, OUP, 1971.

## 外部連結
- 有關任命羅便臣為香港總督、香港陸軍總司令，以及香港島海軍中將的皇室制誥，載於1859年9月10日《香港憲報》。
- 有關羅士敏勳爵逝世的新聞 （页面存档备份，存于），載於1897年10月29日《紐約時報》。

| 官衔                                    | 官衔                                        | 官衔                                    |
| --------------------------------------- | ------------------------------------------- | --------------------------------------- |
| 前任者： 沒有                           | 蒙特塞拉特主席 1854年–1855年                | 繼任者： 愛德華·埃弗拉德·拉什沃思       |
| 前任者： 愛德華·海·德拉蒙德·海          | 聖克里斯多福副總督 1855年–1859年            | 繼任者： 署理職務                       |
| 前任者： 威廉·堅（署理）                | 第5任香港總督 1859年–1865年                 | 繼任者： 孖沙（署理）                   |
| 前任者： 特倫斯·奧布賴恩（署理）        | 錫蘭總督 1865年–1872年                      | 繼任者： 亨利·特納·歐文（署理）         |
| 前任者： 艾爾弗雷德·斯蒂芬爵士（署理）  | 新南威爾斯總督 1872年–1879年                | 繼任者： 艾爾弗雷德·斯蒂芬爵士（署理）  |
| 前任者： 沒有                           | 斐濟總督 1874年–1875年                      | 繼任者： 漢密爾頓-戈登爵士              |
| 前任者： 詹姆士·普倫德加斯特（署理）    | 紐西蘭總督 1879年–1880年                    | 繼任者： 詹姆士·普倫德加斯特（署理）    |
| 前任者： 喬治·庫銘·斯特拉恩爵士（署理） | 開普殖民地總督兼 南非高級專員 1881年–1889年 | 繼任者： 萊斯特·史密斯爵士（署理）      |
| 前任者： 威廉·戈登·卡梅倫爵士（署理）   | 開普殖民地總督兼 南非高級專員 1895年–1897年 | 繼任者： 威廉·豪利·古迪納夫爵士（署理） |

| 前任者： 新創設 | 羅便臣從男爵 1891年–1897年 | 繼任者： 夏喬士·亞瑟·坦普爾·羅便臣 |
| 前任者： 新創設 | 羅士敏男爵 1896年–1897年   | 繼任者： 夏喬士·亞瑟·坦普爾·羅便臣 |